# Grinstads socken
Grinstads socken i Dalsland ingick i Sundals härad och området ingår sedan 1971 i Melleruds kommun och motsvarar från 2016 Grinstads distrikt.
Socknens areal är 55,4 kvadratkilometer varav 55,10 land. År 2000 fanns här 587 invånare. Kyrkbyn Grinstad med sockenkyrkan Grinstads kyrka ligger i socknen.   

## Administrativ historik
Socknen har medeltida ursprung. 
Vid kommunreformen 1862 övergick socknens ansvar för de kyrkliga frågorna till Grinstads församling och för de borgerliga frågorna bildades Grinstads landskommun. Landskommunen uppgick 1952 i Bolstads landskommun som 1969 uppgick i Melleruds köping som 1971 ombildades till Melleruds kommun. Församlingen uppgick 2010 i Bolstads församling.
1 januari 2016 inrättades distriktet Grinstad, med samma omfattning som församlingen hade 1999/2000.  
Socknen har tillhört län, fögderier, tingslag och domsagor enligt vad som beskrivs i artikeln Sundals härad. De indelta soldaterna tillhörde Västgöta-Dals regemente och Sundals kompani.

## Geografi
Grinstads socken ligger sydost om Mellerud vid Vänern med Dalbergsån i söder och med Hjortens udde och fyr i nordost. Socknen är en slättbygd på Dalboslätten med skogsbygd vid Vänern.

## Fornlämningar
Från järnåldern finns gravfält.

## Namnet
Namnet skrevs 1413 Grinstadha och kommer från en bebyggelse vid kyrkan. Namnet innehåller mansnamnet Grim och sta(d), 'ställe, plats'.

## Befolkningsutveckling
| Befolkningsutvecklingen i Grinstads socken 1780–1990                                                    | Befolkningsutvecklingen i Grinstads socken 1780–1990 | Befolkningsutvecklingen i Grinstads socken 1780–1990 | Befolkningsutvecklingen i Grinstads socken 1780–1990 | Befolkningsutvecklingen i Grinstads socken 1780–1990 |
| --- | ---------------------------------------------------- | ---------------------------------------------------- | ---------------------------------------------------- | ---------------------------------------------------- |
| |                                                      |                                                      |                                                      |                                                      |
| År |                                                      |                                                      | Folkmängd                                            |                                                      |
| 1780 | 1780                                                 |                                                      | 1 081                                                |                                                      |
| 1790 | 1790                                                 |                                                      | 1 104                                                |                                                      |
| 1810 | 1810                                                 |                                                      | 1 045                                                |                                                      |
| 1820 | 1820                                                 |                                                      | 1 198                                                |                                                      |
| 1830 | 1830                                                 |                                                      | 1 513                                                |                                                      |
| 1840 | 1840                                                 |                                                      | 1 644                                                |                                                      |
| 1850 | 1850                                                 |                                                      | 2 087                                                |                                                      |
| 1860 | 1860                                                 |                                                      | 2 388                                                |                                                      |
| 1870 | 1870                                                 |                                                      | 2 476                                                |                                                      |
| 1880 | 1880                                                 |                                                      | 2 491                                                |                                                      |
| 1890 | 1890                                                 |                                                      | 1 800                                                |                                                      |
| 1900 | 1900                                                 |                                                      | 1 544                                                |                                                      |
| 1910 | 1910                                                 |                                                      | 1 450                                                |                                                      |
| 1920 | 1920                                                 |                                                      | 1 432                                                |                                                      |
| 1930 | 1930                                                 |                                                      | 1 329                                                |                                                      |
| 1940 | 1940                                                 |                                                      | 1 241                                                |                                                      |
| 1950 | 1950                                                 |                                                      | 1 076                                                |                                                      |
| 1960 | 1960                                                 |                                                      | 889                                                  |                                                      |
| 1970 | 1970                                                 |                                                      | 680                                                  |                                                      |
| 1980 | 1980                                                 |                                                      | 636                                                  |                                                      |
| 1990 | 1990                                                 |                                                      | 599                                                  |                                                      |
| Anm: Källor: Umeå universitet - Tabellverket 1749-1859, Demografiska databasen, CEDAR, Umeå universitet |                                                      |                                                      |                                                      |                                                      |